# Coppa Florio

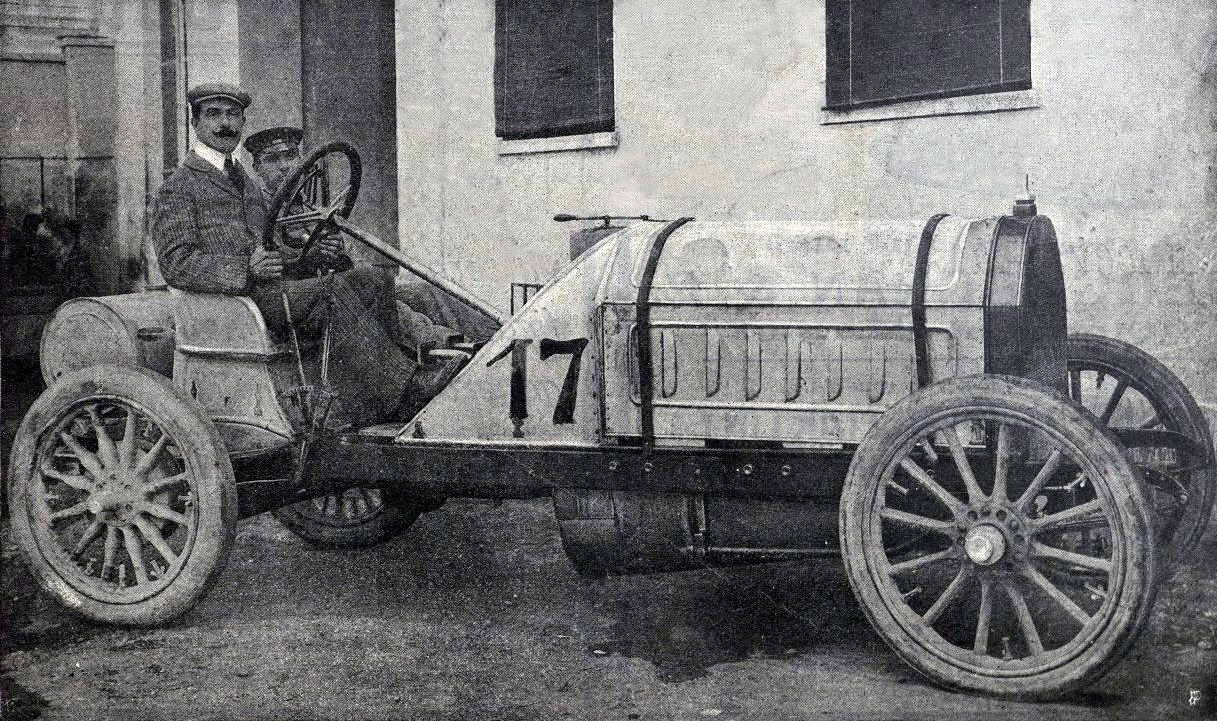
Sieger der Coppa Florio 1905; Giovanni Battista Raggio im Itala 100 HP/14.8

Die Coppa Florio war ein Straßen- und Rundstreckenrennen in Italien.

## Geschichte
Das Rennen wurde 1900 zum ersten Mal – allerdings noch unter einem anderen Namen – ausgetragen und galt Anfang des 20. Jahrhunderts als eines der schwersten europäischen Straßenrennen. Das internationale Interesse am Motorsport wuchs in jener Zeit und wurde durch die technischen Entwicklungen mit etlichen Weltrekorden begleitet. International und vor allem in europäischen Ländern wurden weitere Rennen organisiert. In Frankreich fanden ab 1902 Veranstaltungen zur Le kilomètre et le mile à Dourdan statt.
Im Jahr 1905 bot Vincenzo Florio den Veranstaltern 50.000 Italienische Lire und einen Pokal für das Rennen. Entsprechend wurde das Rennen in Coppa Florio umbenannt. Den Pokal sollte derjenige erhalten, der als Erster innerhalb von maximal sieben Teilnahmen vier Rennen gewann; dies schaffte Peugeot 1925. Ab 1914 wurde der Coppa Florio mit der Targa Florio zusammen ausgetragen: In der Regel musste man für die Coppa Florio die Targa Florio und anschließend eine zusätzliche Runde fahren. 1924 beispielsweise musste man für den Targa Florio vier Runden auf dem Grande circuito delle Madonie bei einer Länge von 108 Kilometern pro Runde fahren; für die Coppa Florio fünf.

## Gesamtsieger
| Jahr | Team                                        | Gesamtsieger                                                 | Fahrzeug                       | Fahrzeit    | Meisterschaft                       |
| ---- | ------------------------------------------- | ------------------------------------------------------------ | ------------------------------ | ----------- | ----------------------------------- |
| 1900 | Panhard & Levassor                          | Alberto Franchetti                                           | Panhard & Levassor 12 HP       |             | zählte zu keiner Meisterschaft      |
| 1904 | Fabbrica Italiana Automobili Torino         | Vincenzo Lancia                                              | Fiat 75 HP                     |             | zählte zu keiner Meisterschaft      |
| 1905 | Fabbrica Automobili Itala                   | Giovanni Battista Raggio                                     | Itala 100 HP/14.8              | 4:46:47,400 | zählte zu keiner Meisterschaft      |
| 1907 | Fabbrica Automobili Isotta Fraschini Milano | Ferdinando Minoia                                            | Isotta Fraschini I 80 HP/8.0   | 4:39:53,800 | zählte zu keiner Meisterschaft      |
| 1908 | Fabbrica Italiana Automobili Torino         | Felice Nazzaro                                               | Fiat 100 HP/12.0               | 4:25:21,000 | zählte zu keiner Meisterschaft      |
| 1914 | Nazzaro & C., Fabbrica Automobili           | Felice Nazzaro                                               | Nazzaro Tipo 3/4.4             | 8:11:22,400 | zählte zu keiner Meisterschaft      |
| 1921 | Établissements Ballot                       | Jules Goux                                                   | Ballot/3.0                     | 3:39:09,000 | zählte zu keiner Meisterschaft      |
| 1922 | SA des Automobiles et Cycles Peugeot        | André Boillot                                                | Peugeot 174 S/3.8              | 7:07:07,400 | zählte zu keiner Meisterschaft      |
| 1924 | Daimler-Motoren-Gesellschaft                | Christian Werner                                             | Mercedes Tipo Indy 2000 120 PS | 8:17:13,000 | zählte zu keiner Meisterschaft      |
| 1925 | SA des Automobiles et Cycles Peugeot        | André Boillot                                                | Peugeot 174 S/4.0              | 6:04:25,200 | zählte zu keiner Meisterschaft      |
| 1926 | Automobiles Ettore Bugatti                  | Meo Costantini                                               | Bugatti T35T                   | 7:20:45,000 | zählte zu keiner Meisterschaft      |
| 1927 | SA Ariès                                    | Robert Laly                                                  | Aries/3.0                      |             | zählte zu keiner Meisterschaft      |
| 1928 | Automobiles Ettore Bugatti                  | Albert Divo                                                  | Bugatti T35B                   | 7:20:56,600 | zählte zu keiner Meisterschaft      |
| 1929 | Automobiles Ettore Bugatti                  | Albert Divo                                                  | Bugatti T35C                   | 7:15:41,000 | zählte zu keiner Meisterschaft      |
| 1973 | BMW Alpina                                  | Niki Lauda Brian Muir                                        | BMW 3.0 CSL                    | 4:01:29,600 | Tourenwagen-Europameisterschaft     |
| 1974 | Samson Kremer Team                          | John Fitzpatrick                                             | Porsche Carrera RSR            | 1:35:59,600 | Europäische GT-Meisterschaft        |
| 1975 | Willi Kauhsen Racing Team                   | Arturo Merzario Jochen Mass                                  | Alfa Romeo T33/TT/12           | 5:05:25,700 | Sportwagen-Weltmeisterschaft        |
| 1976 | Martini Racing                              | Rolf Stommelen Jochen Mass                                   | Porsche 936                    | 2:57:48,900 | Sportwagen-Weltmeisterschaft        |
| 1977 | Autodelta SpA                               | Arturo Merzario                                              | Alfa Romeo T33/SC/12           | 2:57:40,200 | Sportwagen-Weltmeisterschaft        |
| 1978 |                                             | Carlo Franchi Giorgio Francia                                | Osella PA6                     | 1:19:42,200 | Sportwagen-Europameisterschaft      |
| 1979 | Scuderia Torino Corse                       | Lella Lombardi Enrico Grimaldi                               | Osella PA7                     | 6:01:35,600 | Sportwagen-Weltmeisterschaft        |
| 1980 | Vittorio Coggiola                           | Vittorio Coggiola                                            | Porsche 935                    | 0:28:14,240 | Italienische Gruppe-5-Meisterschaft |
| 1981 | Grid Team Lola                              | Emilio de Villota Guy Edwards                                | Lola T600                      | 6:00:49,390 | Sportwagen-Weltmeisterschaft        |
| 2020 | GPX Racing                                  | Frédéric Fatien Jordan Grogor Mathieu Jaminet Robert Renauer | Porsche 911 GT3                | 6:00:41,457 | 24H Series                          |